# ザクセン公国

ザクセン公国
Herzogtum Sachsen

1000年頃のザクセン公国

ザクセン公国（ザクセンこうこく、独: Herzogtum Sachsen）は、中世から近世にかけて北部ドイツ地方一帯を支配した領邦。その版図は時代によって変遷があって一様ではないが、おおむね現在のドイツのザクセン州、ニーダーザクセン州、ノルトライン＝ヴェストファーレン州、シュレースヴィヒ＝ホルシュタイン州、ザクセン＝アンハルト州にまたがる。何度かの分裂と統合を経て、その一系統が1806年の神聖ローマ帝国の解体によってザクセン王国となった。ドイツ諸邦の中ではオーストリア、プロイセン、バイエルンと共に長く重要位置を占めた国であり、ポーランドを実質支配した時期もある。

## 歴史

### 前史
もともとエルベ川北岸のホルシュタイン一帯に集落を営んでいたザクセン人は、2世紀から4世紀にかけて徐々に生存圏を拡大していった。5世紀には一部のザクセン人（サクソン人）がユトランド半島のアングル人・ジュート人と共にイギリスに上陸し、いわゆるアングロ・サクソン人の元となった。6世紀初頭にはザクセン人はライン川一帯まで勢力を広げていた。8世紀からフランク王国が東方への侵攻を開始、ザクセンも抵抗の末にその版図の一部となった。フランク王カール大帝は、降伏したザクセン人のリーダーであるヴィドゥキントを改宗させ、ザクセン公とした。
844年、リウドルフがザクセン公となり、リウドルフィング家の始祖となった。リウドルフィング家はフランク王国内でも力を持ち、ハインリヒ1世は東フランク王となってザクセン朝を開き、息子のオットー2世が962年に初代の神聖ローマ皇帝オットー1世となった。オットー1世はザクセンを留守にすることが多かったため、ヘルマン・ビルングをザクセン辺境伯、後にザクセン副公とし、ザクセンの統治を任せた。ヘルマンの息子のベルンハルト1世の代には正式にザクセン公とされた。これによってリウドルフィング家からビルング家へ系統が変わった。

### 公位争奪戦
1106年にビルング家最後の当主マグヌスが死亡、後継者がいなかったため、ズップリンブルク家のロタール2世がザクセン公となった。1125年、ロタール2世は皇帝に即位し、ロタール3世となった。1137年、ロタール3世が亡くなり、彼もまた後継者を残していなかったため、婿でヴェルフ家のバイエルン公ハインリヒ10世（尊大公）がザクセン公ハインリヒ2世となった。
ハインリヒ尊大公は帝位も狙っていたが、バイエルンとザクセンを支配する尊大公に力が集中するのを恐れた諸侯は、尊大公を支持せずにコンラート3世を推戴した。コンラート3世もまた諸侯と同じ警戒心を持っていたため、尊大公をザクセン公と認めず、新たにアスカーニエン家のアルブレヒト1世（熊公）をザクセン公とした。
ハインリヒ10世の息子ハインリヒ12世（獅子公）は帝位とザクセン公の地位を狙って争い、1142年の和平条約でアルブレヒト熊公を退位させ、ザクセン公ハインリヒ3世となった。しかし、その後フリードリヒ1世（赤髭王）が獅子公の行為を不法であるとしてザクセンを攻撃、1180年に獅子公は追放され、新たにアスカーニエン家出身でアルブレヒト熊公の息子ベルンハルト3世がザクセン公となった。1260年、ベルンハルト3世の息子アルブレヒト1世が死亡、遺領はザクセン＝ヴィッテンベルクとザクセン＝ラウエンブルクに分割された。

### 選帝侯
1356年、カール4世の発布した金印勅書によって、ザクセン＝ヴィッテンベルク公は選帝侯の資格を与えられた。1422年、アルブレヒト3世の死によってアスカーニエン家は途絶え、ザクセン公位はヴェッティン家のマイセン辺境伯フリードリヒ1世（好戦公）がその地位を継承した。1464年にテューリンゲン辺境伯も兼ねた息子のフリードリヒ2世が死亡すると、遺領は2人の息子に分割相続された。年長のエルンストがザクセン選帝侯となり、北マイセン、南テューリンゲン、ヴィッテンブルクを継承した。もう1人の息子アルブレヒトは南マイセン、北テューリンゲンを継承し、ザクセン公を称した。
16世紀初頭から宗教改革運動の気運が高まると、エルンスト系のフリードリヒ3世（賢公）はマルティン・ルターを保護し、プロテスタントを承認した。これによってザクセンには多くのプロテスタントが流入した。一方、アルブレヒト系はカトリック寄りで皇帝を支持していた。両者は対立するようになり、ザクセンは新旧両派の抗争の場ともなった。1547年、ミュールベルクの戦いで勝利したカール5世は、自身に敵対したヨハン・フリードリヒ（エルンスト系）から選帝侯の資格を剥奪し、味方したモーリッツ（アルブレヒト系）に報奨としてこれを与えた。以降、選帝侯の資格はカトリック支持のアルブレヒト系が継承した。しかし、前述したようにザクセンには多くのプロテスタントが存在したため、しばしば争いの火種となった。また、後になるとザクセン選帝侯の中にもプロテスタントに改宗するものが出現した。一方、エルンスト系は分割相続を繰り返して弱小の領邦群に転落し、政治的重要性を失っていった。

### 三十年戦争、ポーランド王位の争奪とザクセン王国の成立
1618年から始まった三十年戦争において、時のザクセン選帝侯ヨハン・ゲオルク1世は、皇帝とプロテスタントの板ばさみとなって曖昧な態度を取り続けた。そのため、ザクセンの国土は軍隊の侵攻と略奪によって荒廃した。1697年、フリードリヒ・アウグスト1世はポーランド王に選出された。ポーランドはカトリックが国教だったため、フリードリヒ・アウグストはルター派からカトリックに改宗して即位し、ポーランド王アウグスト2世となった。しかし、これによってザクセンは大北方戦争とポーランド継承戦争に巻き込まれることとなった。フリードリヒ・アウグスト1世の息子フリードリヒ・アウグスト2世もポーランド王とザクセン公を兼ね、ポーランド王アウグスト3世となった。
1805年、ナポレオン1世が神聖ローマ帝国へ侵攻、帝国は解体され、ライン同盟が結成された。これにともなってザクセン公国はザクセン王国となった。時のザクセン選帝侯フリードリヒ・アウグスト3世はザクセン王フリードリヒ・アウグスト1世となった。
以降はザクセン王国を参照。